# Босанчица
Босанчица је један од новијих назива за средњовековну ћирилицу на простору Босне. Назив писма потиче из времена управе Бенјамина Калаја Босном и Херцеговином.
Оно што се назива босанчицом јесте варијанта брзописа ћирилице која је пренете из Србије у Босну у време владавине Твртка I Котроманића.
У бугарским земљама босанчица је ушла у 17–18. веку као резултат такозване католичке пропаганде у бугарским земљама. У то време ова абецеда је позната као српско писмо. Ово је абецеда илирског језика.
У средњем веку, на простору Босне и Херцеговине коришћена је искључиво ћирилица као оруђе писмености (све повеље и писма босанских средњовековних владара и великаша су на ћириличном писму). Оваква ситуација се наставила и након османског освајања босанско-херцеговачких области: и православци и католици и муслимани писали су у читавој Босни и Херцеговини само ћирилицом, која је добила извесне локалне особине (босанска ћирилица) мада те особине нису довољне да би се локална ћирилица сматрала посебном редакцијом ћириличног писма. Фра Лука Карагић је 1737. једним расписом чак изрично забрањивао фрањевцима употребу латинице.
Буњевачки бискуп калочки, Иван Антуновић, у књизи "Разправа подунавских и потисанских Буњевцих и Шокцих...", Беч 1882, на стр.162. у фусноти доноси тај податак: "... Гдикоји наших старих циркулара и сада се још налазе ћирилицом писани. Ја сам у Ердељу у Алвинском аркиву самостанском читао контракте медју редовници и градјани (бугари) ћирилицом (тако званом босанском) писане. Једна окружница провинцијала о. Луке Карагића dd.1736 I. Julii puncto 6. овако наређује: (сљеди текст на латинском, а потом превод): Налаже се... свим појединим Отцем да ма који год писао буде кому му драго писмо на илирском језику, нека то пише једино илирским ћирилским писменом и неусуђује се итко илирске ричи латиницом изразити. Те ако би тко иначе чинио, такав чим се пронађе, нек се подвргне окарању и посту..." Потребно је нагласити да у оригиналу нема хрватског назива за илирски језик, и да је то превод, стављен у заграду од стране бискупа Антуновића, јер је то период када се већ полако дешава етногенеза Буњеваца у Хрвате. Тек пред крај XVIII века, у тешњим везама са Далмацијом и Хрватском, фрањевци све више усвајају латиницу, да би је од 19. века потпуно примили. У 19. веку Хрвати у Босни и Херцеговини почињу да користе искључиво латиницу, док ћирилица остаје у употреби код православних Срба и добрим делом код локалних муслимана (мада се током овог столећа употреба ћирилице све више поистовећује са српском националном припадношћу, због чега многи муслимани временом напуштају њену употребу и попут Хрвата прелазе на латиницу). Босански фрањевци су задржали ћирилицу, али да се њихове књиге разликују од калуђерских (православних) увели су 5-6 слова латинице.

## Босанчица у 19. веку и даље
Ћиро Трухелка, кроатизирани Чех, хрватски археолог и историчар умјетности (1865—1942) први даје назив овој ћирилици, босанчица, да би лакше лансирао фалсификат да је натпис повеље кулина Бана на хрватском језику, иако је велики хрватски научник Ватрослав Јагић признао да је чувена повеља бана Кулина у ћирилићном писму и на српском језику. Ватрослав Јагић у књизи "Хисторија књижевности народа хрватскога и србскога", 1867. Загреб, на 142. стр. пише: "...да није могуће вјеровати да неби били у Босни, Захумљу, Диоклецији итд. већ давна прије Кулина бана почели писати ћирилицом, а народнием језиком србским."
Босанчица је у аустроугарско време смишљен назив за ћирилицу којом се у средњем веку и у турском периоду писало у Босни, Херцеговини и, делом, у суседној Далмацији. Назив је смишљен у време управе Бенјамина Калаја у Босни и Херцеговини (Калај је био председник Земаљске владе Босне и Херцеговине од 1883. до 1903. године, у својству заједничког аустроугарског министра финансија). Да би стао на пут српском национализму у Босни и Херцеговини, Калај је лансирао пројекат "босанске" народности, који је представљао историју и културу поднебља (кроз школски систем и друге методе) као потпуно одвојене развоје од историје и културе Срба. Овај приступ десрбизације само је додатно раздражио српски и хрватски национализам (јер је осим српства уједно негирао и хрватство Босне, пропагирајући уместо њих посебност), а пустио је корене једино међу локалним муслиманима. У оквиру Калајевог србофобног пројекта „босанске“ народности, назив "босанчица" је употребљен с намером да би се потиснуо термин „српско писмо“ који се за ћирилицу најчешће користио у локалним историјским документима. Оправдање је нађено за извесне особености ћириличног писма у Босни, мада тих особености има и у другим земљама где се писало ћирилицом. Без обзира на карактер његовог порекла (политички и пропагандни), назив „босанчица“ је наставио да се користи у неким незваничним публикацијама на простору бивше Југославије све до распада СФРЈ. Од 1918. године на даље, „босанчица“ је наставила да се користи од стране хрватских националиста као својеврстан доказ да Босна није била насељена Србима нити културно везана за Србе ("Босанчица“ је такође проглашена у истим круговима за "хрватско писмо" и "хрватску ћирилицу", у циљу доказивања хрватства Босне), а након распада СФРЈ „босанчица“ је добила нови живот међу Бошњацима као један од доказа дубоке историјске посебности бошњачког језика.